# 박상현 (1981년)
박상현(朴相賢, 1981년 2월 16일 ~ )은 대한민국의 방송인, 게임 캐스터이다. 막상현, 막캐라는 별명을 가지고 있다.

## 개요
2005년 MBC게임에서 주최한 전문 MC 선발대회에 참가, 최우수상을 수여 받고 정식 입사하였다. 2005년 4월 ATI배 6차 MSL 서바이버 리그리그를 맡게되면서 e스포츠 캐스터로 데뷔하였다. 이후 2012년 MBC게임이 폐지가 될 때까지 게임 캐스터로 활약했다. 스타크래프트 리그 외에 스타 무한도전 등등 MBC 게임 자체 버라이어티 프로그램에도 다수 참여했으며 김철민 캐스터와 MBC게임 채널에서 캐스터계의 양대산맥을 이루었다.
2012년 2월 MBC게임의 음악 채널 변경 예정으로 인해 게임 중계가 불가능해지자, 2012년 1월 27일부터 개최되는 글로벌 스타크래프트 II 팀 리그 중계진에 전격 합류하였다. 현재는 히어로즈 슈퍼리그, GSL, 테켄크래쉬를 비롯해 리그 오브 레전드, DOTA 2 등 많은 게임 중계를 하고 있다.
2015년 8월 9일, OGN의 히어로즈 오브 더 스톰 리그 중계진으로 합류했다.
2018년 1월 11일, MBC 스포츠플러스 2에서 중계하는 오버워치 리그의 캐스터로 목요일, 일요일 중계를 맡게 되었다.

## 트라비아
- 박상현과 서바이벼 - 데뷔무대인 ATI배 서바이버 리그에서 긴장한 나머지 '서바이벼'라고 말하는 실수를 저질렀다. 당시에는 별 문제가 없었지만 2006년 이윤열의 '벼는 익을수록 고개를 숙인다' 발언 이후 신한은행 S3 우승 실패 직후 이윤열이 고개를 푹 숙인 장면이 포착되면서, 별명이  '벼'  가 되기 시작하며 부각되기 시작했다. 현재 많은 스타팬들은 '서바이벼'라고 친근감있게 부르고 있다.

- 막상현 : 박상현의 별명으로, MBC게임 캐스터 데뷔 초창기에 서바이버 리그에서 언급했던 '저도 막 긴장이 됩니다.'의 ‘막’에서 유래되었다.
- 막청승 : 박상현 , 임성춘 , 이승원 해설 조합의 줄임말이다.
- 막병승 : 박상현 , 유병준 , 이승원 해설 조합의 줄임말이다.
- 안막채 : 안준영 , 박상현 , 채정원 해설 조합의 줄임말이다.

- 자장면 캐스터 : 유병준, 한승엽 해설이 나온 @플레이 중 3:3 팀플전에서 박상현 캐스터가 온라인에서 같이 두 해설과 같이 팀을 맺고 플레이를 하였다. 그 때 자장면을 시켜 먹고 있으면서 플레이를 하여 유병준 해설이 장난으로 '자장면 캐스터'라고 불렀는데 그 이후로 '자장면 캐스터'라는 별명으로 널리 알려졌다.

- 막캐 : 막상현 캐스터의 줄임말.

## 출연 작품

### 방송
MBC 게임
- 《MSL》
- 《프로리그》
- 《MSL 서바이버 토너먼트》
- 《스타 무한 도전》
- 《유저의 취향》
- 《테켄 크래쉬》
- 《돌격 철권 히어로》

곰TV
- 《GSL CODE S》
- 《GSTL》
- 《맹독충》
- 《도타2게더》
- 《넥슨 도타2 리그》
- 《넥슨 카스온라인 리그》
- 《네오위즈 아바리그》
- 《네오위즈 블랙스쿼드 BSN 리그》
- 《히어로즈 오브 더 스톰 PC방 토너먼트》

SPOTV GAMES
- 《트위치 테켄크래쉬》

헝그리앱TV
- 《콩두 스타즈 리그》
- 《헝무도 리턴즈》
- 《헝그리 오브 더 스톰》

아프리카TV
- 《GSL》
- 《인텔 레이디스 배틀》
- 《아프리카TV 스타리그》
- 《LOL 멸망전》
- 《서든어택 멸망전》
- 《오버워치 BJ리그》
- 《배틀그라운드 멸망전》
- 《아프리카TV PUBG 리그》
- 《스타 리마스터 리콜》

OGN
- 《HOT6 히어로즈 오브 더 스톰 슈퍼리그》

MBC 스포츠플러스 2
- 《오버워치 리그》

### 게임
- 스타크래프트 II: 공허의 유산 (2017년) - 아나운서

### CF
- 롯데칠성음료 HOT6IX